# Xanthomonas campestris

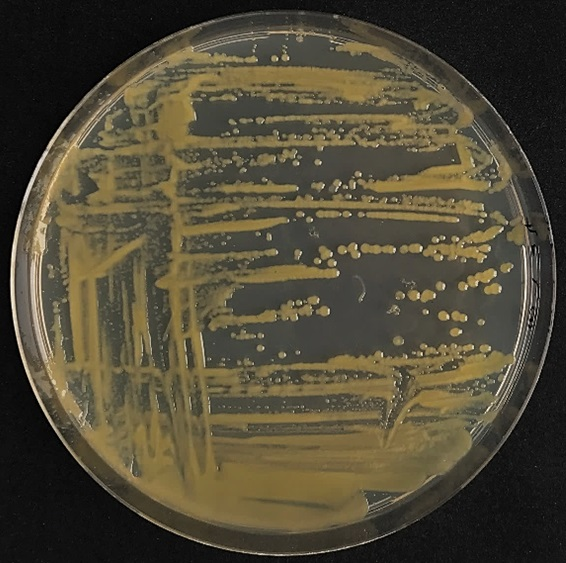
Colônias da bactéria Xanthomonas campestris.

Predominantemente com geração isolada, a bactéria Xanthomonas campestris e suas variações recebem a denominação de gram-negativas e possuem morfologia semelhante a bastonetes.

## Utilização
Este tipo de bactéria, junto as suas diferentes espécies, possuem a capacidade de confeccionar através de fermentação o polissacarídeo Goma Xantana quando introduzido em meio contendo fontes de carbono, nitrogênio, fósforo junto a outros micronutrientes, possuindo um grande valor agregado visto as suas características reológicas. Pode ser maximizado com um consequente meio fermentativo com dosagens específicas de nutrientes  e o respectivo controle de parâmetros como temperatura, pH, pressão, entre outros,  que promovem melhor adaptação da variedade do microrganismo no meio selecionado.